# Nadó a bord
Nadó a bord (títol original en anglès, Baby on Board) és una pel·lícula de comèdia del 2009 protagonitzada per Heather Graham, John Corbett, Jerry O'Connell, Anthony Starke i Lara Flynn Boyle. S'ha doblat i subtitulat al català.

## Sinopsi
La pel·lícula se centra al voltant d'Angela Marks, una empresària ambiciosa i conscient de la imatge que treballa per a la superexigent cap Mary. Quan l'Angela es queda inesperadament embarassada en el cim de la seva carrera, la vida amb el seu marit advocat de divorcis, en Curtis, es capgira. La pel·lícula comença amb un embaràs incòmode que porta a una muntanya russa de nou mesos i l'Angela i en Curtis intenten fer-hi front — fins i tot quan la interferència dels millors amics Danny i Sylvia escala la situació en una batalla de sexes.